# Проценко В'ячеслав Олександрович
В'ячеслав Олександрович Проце́нко (народився 25 лютого 1953 в селі Любомудрівка Борзнянського району) — український промисловець. Голова правління ВАТ «Меридіан» імені
С. П. Корольова. Заслужений машинобудівник України, кандидат технічних наук. Лауреат Державної премії в галузі науки і техніки. Член інженерної Академії наук України.
Нагороджений орденом князя Ярослава Мудрого V ступеня.
Указом Президента України № 336/2016 від 19 серпня 2016 року нагороджений ювілейною медаллю «25 років незалежності України».